# 矢井田瞳 LIVE TOUR "15" COMPLETE EDITION -the 15th anniversary-
『矢井田瞳 LIVE TOUR "15" COMPLETE EDITION -the 15th anniversary-』（やいだひとみ ライブツアー15 コンプリートエディション ザ・フィフティーンス・アニバーサリー）は2016年12月2日に発売された矢井田瞳のライブ・ビデオ。発売元はヤマハミュージックコミュニケーションズ。

## 解説
本作は 2015年11月から12月まで行われたライブツアー「矢井田瞳 LIVE TOUR ”15”」の12月12日東京・赤坂BLITZでの公演の模様をノーカットで収録したライブ映像作品である。特典CDには2016年4月から5月にかけて行われたライブツアー「LIVE TOUR 2016 『TIME CLIP』」の音源が収録されている。
2016年3月リリースのアルバム「TIME CLIP」の初回盤にも同公演の模様が収録されたブルーレイディスクが付属。

## パッケージ
- 通常版（YCXW-10011/B） ：Blu-ray Disc+CD
- Ch.yaiko Limited Pack ：通常盤＋サイン入りCD

本作は通常盤1形態でのみ発売されたほか、モバイルファンクラブ「Ch.yaiko」では、「Ch.yaiko Limited Pack」として「ヤイダヒトリシャベリ Ch.yaiko特別編」が収録された直筆サイン入りCDが同梱されたものが会員向けに限定で販売された。また、本作の発売に先駆けて「矢井田瞳15周年ライブ映像化記念！ 〜刻め！あなたの名前をTIME CLIP〜」という企画が発表された。申し込むと本作のエンドロールや同封されるリーフレットに名前やニックネームを記載したもらうことができた。

## 収録内容

### Blu-ray Disc
矢井田瞳 LIVE TOUR "15" COMPLETE EDITION -the 15th anniversary-
1. 地下室の渦
2. 馬と人参
3. 未完成のメロディ
4. My Sweet Darlin'
5. 世界と私の間
6. 明日からの手紙
7. 雨と嘘
8. B'coz I Love You
9. もぎたての憂鬱
10. Buzzstyle
11. 君こそ道しるべ
12. SEKIRARA
13. GIRLS MAGIC
14. アンダンテ
15. Go my way
16. 地平線と君と僕
17. YOUR SONG
18. 一人ジェンガ
19. 恋バス
20. ネバーランド行き
21. MOON

### CD
All Songs of "TIME CLIP" from Zepp DiverCity 2016.05.02 -LIVE TOUR 2016「TIME CLIP」-
1. machine
2. WAVE
3. 幸せ呼ぶメロディ
4. SEKIRARA
5. YOUR SONG
6. It's Time
7. 東京タワーと蟻
8. 世界と私の間
9. MOON
10. Circle

## 矢井田瞳 LIVE TOUR ”15”
本ツアーはデビュー15周年を記念して、6都市全6公演行われた。

### ツアーの日程
| 公演日         | 都道府県 | 会場               |
| -------------- | -------- | ------------------ |
| 2015年11月11日 | 愛知県   | ダイアモンドホール |
| 2015年11月13日 | 福岡県   | DRUM Be-1          |
| 2015年11月14日 | 大阪府   | なんばHatch        |
| 2015年12月10日 | 宮城県   | darwin             |
| 2015年12月12日 | 東京都   | 赤坂BLITZ          |
| 2015年12月15日 | 北海道   | cube garden        |